# Colleen Sostorics
Colleen Kay Sostorics (17 dicembre 1979) è un'ex hockeista su ghiaccio canadese.
Ha vinto tre medaglie olimpiche nell'hockey su ghiaccio con la nazionale femminile canadese, tutte d'oro, trionfando alle Olimpiadi invernali di Salt Lake City 2002, alle Olimpiadi invernali di Torino 2006 ed alle Olimpiadi invernali di Torino 2010.
Nelle sue partecipazioni ai campionati mondiali femminili ha conquistato tre medaglie d'oro (2001, 2004 e 2007) e tre medaglie d'argento (2005, 2008 e 2009).